# Air Alpha Greenland
Air Alpha Greenland var et datterselskab af Air Alpha, et flyselskab med base i Odense, Danmark. Air Alpha Greenland opererede flyvninger fra Ilulissat i Grønland. Datterselskabet blev grundlagt i 1994. Den 28. juli 2006, blev det solgt til Air Greenland.

## Flåde
- 6 Bell 222 Helikoptere
- 1 AS350B3 Helikopter

## Eksterne links
- Wikimedia Commons har flere filer relateret til Air Alpha Greenland